# Martin Vunk
Martin Vunk (* 21. August 1984 in Tartu) ist ein estnischer Fußballspieler, der seit 2014 in der Indonesia Super League bei Persija Jakarta unter Vertrag steht. Seit 2008 ist Vunk Mitglied der estnischen Fußballnationalmannschaft.

## Karriere

### Im Verein
Martin Vunk kam über den FC Lelle und FC Kuressaare 2001 zum JK Pärnu Tervis, von wo er 2002 zum estnischen Rekordmeister FC Flora Tallinn wechselte. Dort hatte er nur ein kurzes Gastspiel, verbunden mit wenig Einsatzchancen in der Liga, als das Team die Meistriliiga 2002 und den estnischen Supercup gewann. Daraufhin trieb es Vunk 2003 zum FC Valga, bei dem er sich zum ersten Mal in seiner Karriere in der Stammformation festsetzen konnte. Bei Valga verbrachte er die Spielzeiten der Meistriliiga 2003 und 2004 und absolvierte 48 Spiele für den Verein, in denen er fünf Treffer markieren konnte. Durch seine guten Leistungen in den zwei Jahren, wollte ihn sein ehemaliger Verein FC Flora Tallinn wieder zurückholen. So kam es im Januar 2005 zur Rückkehr Vunks zum FC Flora. Dort schaffte er den Sprung in die Stammelf und wurde im Jahr 2008 zum besten Spieler der damaligen Meistriliiga-Saison gewählt. Im November 2009 sollte er für zwei Jahre an den schwedischen Zweitligisten Syrianska FC verliehen werden. Allerdings wurde er dort nicht glücklich und bat im Dezember 2010 um eine Auflösung des Leihvertrages, um stattdessen zu einem anderen Verein wechseln können. Dies gab der FC Flora Tallinn statt und so wechselte Vunk am 5. Januar 2011 zum zyprischen Klub Nea Salamis Famagusta. Mit dem Liganeuling kam Vunk am Saisonende 2011/12 auf den siebten Tabellenplatz und absolvierte 27 Spiele, wobei er zwei Tore erzielte. Im Juli 2012 unterschrieb Vunk einen Vertrag bei Panachaiki aus der zweithöchsten griechischen Spielklasse. Nach einem halben Jahr in Griechenland ohne jegliche Einsatzzeiten wechselte er 2013 zum JK Kalev Sillamäe.

### Nationalmannschaft
Am 27. Februar 2008 absolvierte er sein A-Länderspieldebüt für Estland bei einem Freundschaftsspiel gegen Polen, als er in der 67. Minute als Einwechselspieler ins Spiel kam. Seitdem ist er fester Bestandteil der estnischen Nationalelf und war der einzige Spieler im Jahr 2008, welcher kein einziges der vierzehn Länderspiele verpasste. Bis zum 6. September 2011 musste er auf sein erstes Länderspieltor warten, beim 4:1-Sieg über Nordirland in der EM-Qualifikation war es dann soweit. Am Ende der EM-Qualifikation erreichte man die Playoffspiele, in denen Estland allerdings Irland unterlagen war und nach Hin- und Rückspiel mit 1:5 verlor.

## Titel und Erfolge
Verein
FC Flora Tallinn
- Estnischer Meister: 2002
- Estnischer Vize-Meister: 2007, 2008
- Estnischer Pokalsieger: 2007/08
- Estnischer Supercup: 2002

Syrianska FC
- Superettan: 2010

Individuelle Auszeichnungen
- Meistriliiga Fußballer des Jahres 2008